# Fifty Percent Grey
Fifty Percent Grey ist ein irischer computeranimierter Kurzfilm von Ruairí Robinson aus dem Jahr 2001.

## Handlung
Ein Soldat erwacht auf einer endlosen dunkelgrauen Fläche unter hellgrauem Himmel. Sein Bauch ist durchschossen. Er entdeckt einen Fernseher, den er einschaltet. Ein Sprecher begrüßt ihn im Himmel, das Bild verschwindet. Der Soldat entfernt sich vom Fernseher und sieht später in der Ferne ein Ding auf der Fläche, das sich als der gleiche Fernseher entpuppt. Er schießt sich in den Kopf.
Der Soldat erwacht vor dem Fernseher und schaltet ihn ein. Der Sprecher begrüßt ihn im Fegefeuer. Der Soldat schießt sich in den Mund und erwacht vor dem Fernseher, dessen Sprecher ihn in der Hölle begrüßt. Der Soldat zerstört den Fernseher. 

## Produktion
Fifty Percent Grey entstand innerhalb von sechs Monaten mit einem Budget von 10.000 Euro. Die Idee für den Film hatte Robinson erst kurzfristig entwickelt, nachdem ihn Produzent Seamus Byrne auf eine Filmförderung aufmerksam gemacht hatte, deren Bewerbungsfrist in 14 Tagen abgelaufen wäre – innerhalb von zwei Wochen hatte Robinson die Handlung konzipiert und erste Storyboards fertiggestellt, die er mit den Fördermitteln umsetzen konnte.
Der Film wurde auf über 70 Filmfestivals gezeigt.

## Auszeichnungen
Fifty Percent Grey wurde 2002 für einen Oscar in der Kategorie „Bester animierter Kurzfilm“ nominiert, konnte sich jedoch nicht gegen Der Vogelschreck durchsetzen.
Der Film gewann den Preis als Bester animierter Kurzfilm auf dem London Effects and Animation Festival. Auf dem Filmfest Dresden erhielt der Film den Preis der Jugendjury.
Im Jahr 2003 war er zudem als bester Animationsfilm für einen IFTA Award bei den Irish Film and Television Awards nominiert.